# Evert Jan Slootweg
Evert Jan Slootweg (Ermelo, 18 mei 1969) is een Nederlands econoom en politicus.

## Biografie
Slootweg studeerde economie aan de Vrije Universiteit Amsterdam en studeerde af op de invoering van marktelementen in de gezondheidszorg. Hij was na zijn studie van 1996 tot 1999 beleidsmedewerker van Europarlementariër Bartho Pronk. Daarna was hij van 1999 tot 2010 werkzaam bij het Christelijk Nationaal Vakverbond (CNV). Van 2010 tot 2012 was hij werkzaam voor Divosa, waarin hij zowel het financiële dossier als informatiseringbeleid in zijn pakket had. Vanaf 1 juni 2012 was hij wetenschappelijk medewerker van het Wetenschappelijk Instituut voor het CDA en vanuit het WI gedetacheerd als beleidsmedewerker financieel-economische zaken van de CDA-Tweede Kamerfractie (2013-2014). Ook was hij werkzaam voor de Vereniging van Nederlandse Gemeenten (VNG). Tussen 1 september 2015 en september 2020 was Slootweg voorzitter Pastorale Raad Zuid-Brinkstraatkerk in Bennekom.
Sinds augustus 2021 is hij voorzitter van het Schuldenknooppunt en sinds oktober 2021 is hij strategisch adviseur bij BVNG.

### Politieke carrière
Bij de Tweede Kamerverkiezingen 2017 stond Slootweg op plek 19 op de kandidatenlijst van het CDA. Na de formatie van het kabinet-Rutte III werd op 31 oktober 2017 Slootweg geïnstalleerd als lid van de Tweede Kamer. Slootweg stond bij de verkiezingen in 2021 op de 18e plek en op 30 maart 2021 nam hij afscheid van de Tweede Kamer.
Op 10 mei 2022 werd hij wederom geïnstalleerd als lid van de Tweede Kamer in de tijdelijke vacature tot en met 22 augustus die ontstond doordat Anne Kuik met zwangerschapsverlof ging. Op 17 januari 2023 nam hij de zetel in de Tweede Kamer in van Harry van der Molen. Op 5 december 2023 nam hij afscheid van de Tweede Kamer.
In december 2023 wordt Slootweg wethouder in de gemeente West Maas en Waal.

## Persoonlijk
Slootweg is getrouwd en heeft drie zoons. Sinds 2008 is hij lid van de Gereformeerde kerk te Bennekom (Brinkstraatkerk), onderdeel van de Protestantse Kerk in Nederland (PKN).
- Parlement.com: vk7vgjayf7q8